# Península de Santa Elena (Santa Elena)
La península de Santa Elena es un accidente geográfico del oeste del Ecuador bañada por el océano Pacífico. Está ubicada en la provincia de Santa Elena. La península es el extremo occidental del Ecuador continental. Allí se ubica la ciudad de Salinas. La zona se caracteriza por ser muy seca por las escasas lluvias y la presencia de pampas salineras.